# La Petite Fée de Solbakken
Pour plus de détails, voir Fiche technique et Distribution.
La Petite Fée de Solbakken (Synnöve Solbakken) est un film muet suédois réalisé par John W. Brunius, sorti en 1919.

## Synopsis
Enfants, Thorbjörn et Synnöve sont tombés amoureux. Des années plus tard, Thorbjörn est devenu un combattant et ses parents le considèrent inapte pour elle. Ils ne se rencontrent plus et entre-temps Synnöve rejette de nombreux prétendants. Après que Thorbjörn ait été poignardé avec un couteau, les parents de Synnöve se rendent compte qu'il n'est finalement pas si violent et ils acceptent sa proposition.

## Fiche technique
- Titre : La Petite Fée de Solbakken
- Titre original : Synnöve Solbakken
- Réalisation : John W. Brunius
- Scénario : Sam Ask, John W. Brunius, d'après le roman éponyme de Bjørnstjerne Bjørnson
- Direction artistique : Gustaf Hallén
- Photographie : Hugo Edlund, Arthur Thorell
- Société de production : Skandia
- Pays d’origine :  Suède
- Langue originale : suédois
- Format : noir et blanc — 35 mm — 1,33:1 — son Mono
- Durée : 111 minutes
- Dates de sortie : 
  -  Suède : 20 octobre 1919

## Distribution
- Karin Molander : Synnöve Solbakken
- Harald Aimarsen
- Torsten Bergström : Ami de Knud
- Palle Brunius : Le jeune Thorbjörn
- Einar Bruun : Ami de Knud
- Artur Cederborgh : Ami de Knud
- Gösta Cederlund : Knud Nordhaug
- Ellen Dall : Ingrid Granliden
- Egil Eide : Sämund Granliden
- Emil Fjellström : Visiteur à l'église
- Justus Hagman : Le docteur
- Lars Hanson : Thorbjörn Granliden
- Solveig Hedengran : La jeune Synnöve
- Anders Henrikson : Jeune homme au meeting de Haugean
- Lisa Holm : La fiancée
- Stina Kåge : La jeune Ingrid
- Alfred Lundberg : Le prêtre
- John Melin : Visiteur à l'église
- Hjalmar Peters : Guttorm Solbakken
- Svea Peters : Ingebjörg Granliden
- Einar Röd : Aslak
- Ingrid Sandahl : Karen Solbakken
- Harald Wehlnor : Jeune homme qui lit au meeting de Haugean